# 9834 Kirsanov
9834 Kirsanov este un asteroid din centura principală de asteroizi.

## Descriere
9834 Kirsanov este un asteroid din centura principală de asteroizi. A fost descoperit pe 14 octombrie 1982 la Observatorul de Astrofizică din Crimeea de Liudmila Karacikina. El prezintă o orbită caracterizată de o semiaxă mare de 3,02 ua, o excentricitate de 0,08 și o înclinație de 8,8° în raport cu ecliptica.